# Roll (flygning)

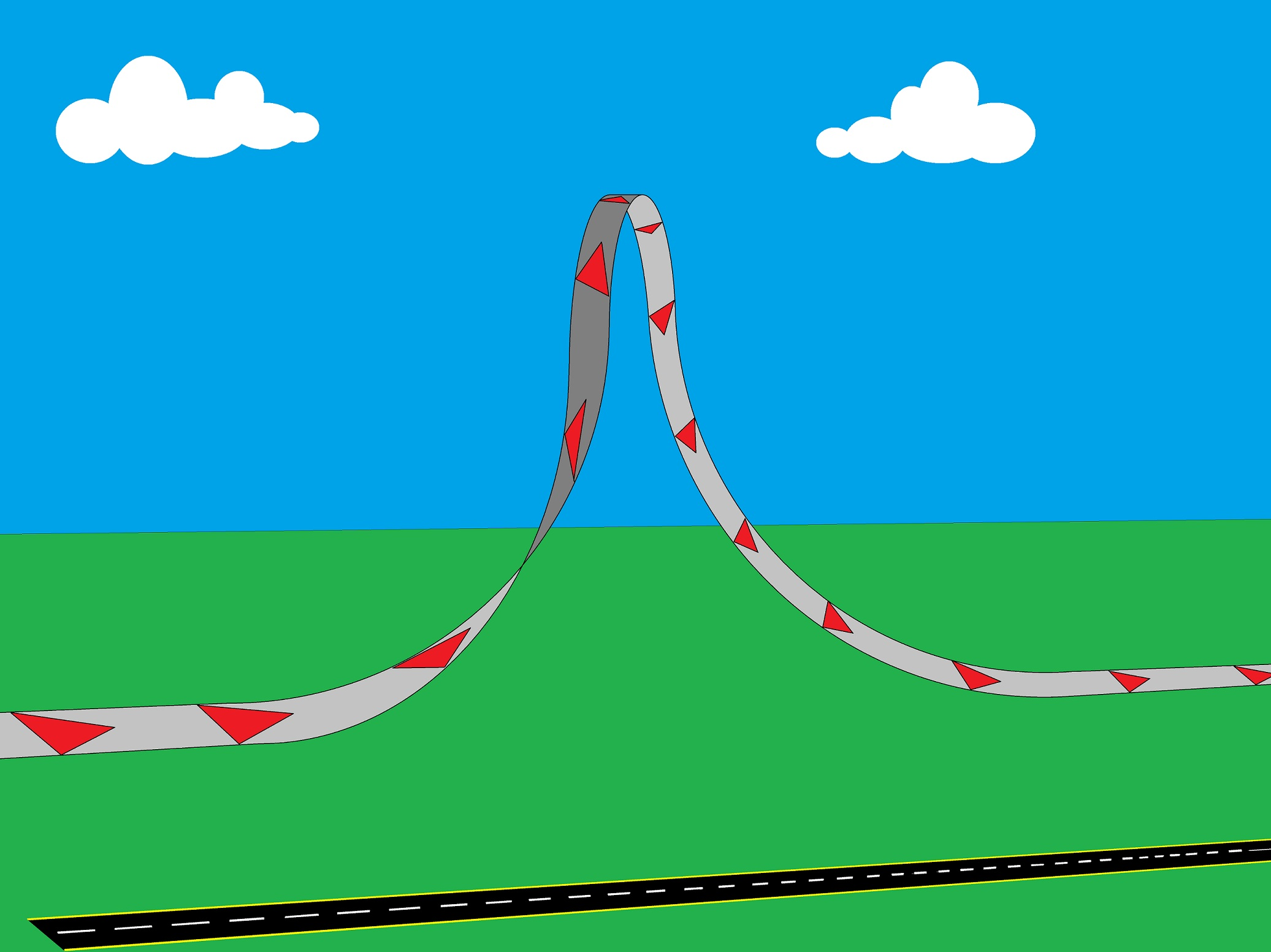
Diagram av en roll.

Roll är en flygmanöver där farkosten eller kroppen vrids i längdaxeln. Exempelvis rollar ett flygplan något, det vill säga vinklar vingarna, åt det håll som den ska svänga åt. För att sedan flyga rakt igen måste flygplanet rolla tillbaka så att vingarna förhåller sig horisontellt.  
Inom avancerad flygning utgör rollen en av de två huvudrörelserna, där den andra utgörs av looping. Dessa två flygmanövrer kan kombineras på olika sätt. Under avancerad flygning kan rollen utföras på fyra olika sätt: långsamroll, kvick-roll, roll under stigning, eller momentroll. Momentrollen går till så att rörelsen i längdaxeln stoppas upp vid antingen 90 grader (första vertikalen), vid 180 grader (ryggläge) eller slutligen efter 270 grader (andra vertikalen. Momentrollen räknas som en av de svårare flygmanövrar som används vid flyguppvisningar.